# Cigacice
Cigacice (Duits: Tschicherzig) is een plaats in het Poolse district  Zielonogórski, woiwodschap Lubusz. De plaats maakt deel uit van de gemeente Sulechów en telt 750 inwoners.